# Station Hamburg Königstraße
Station Hamburg Königstraße (Haltepunkt Hamburg Königstraße, kort Königstraße) is een spoorwegstation in het stadsdeel Altona-Altstadt van de Duitse plaats Hamburg, in de gelijknamige stadstaat. Het station is onderdeel van de S-Bahn.
Het station is geopend op 21 april 1979 en bevindt zich ten zuiden van de gelijknamige straat onder de Schleepark. Aan beide uiteindes van het station zijn er entreegebouwen gemaakt, waarbij de westelijke uitgang via een tussenverdieping te bereiken is. De oostelijke uitgang heeft een bovengronds gebouw, deze ligt op het hellende terrein in de richting van St. Pauli. Naar het westen loopt het station in een lichte curve naar het zuiden onder een aantal gebouwen door. Na het station buigt de lijn af richting het noorden naar station Altona.

## Verbindingen
De volgende S-Bahnlijnen doen station Königstraße aan:
| Serie | Treinsoort        | Route | Bijzonderheden |
| ----- | ----------------- | --- | -------------- |
|       | S-Bahn (DB Regio) | Hamburg Airport – /Poppenbüttel – Ohlsdorf – Barmbek – Berliner Tor – Hauptbahnhof – Königstraße – Altona – Blankenese – Wedel |                |
|       | S-Bahn (DB Regio) | Pinneberg – Elbgaustraße – Eidelstedt – Altona – Königstraße – Hauptbahnhof – Harburg – Harburg Rathaus – Neugraben            |                |